# Памятник Я. М. Свердлову (Москва)
Памятник Я. М. Свердлову — скульптурный монумент в Москве. Посвящён советскому политическому и государственному деятелю, председателю ВЦИК Якову Михайловичу Свердлову. Памятник был торжественно открыт 31 октября 1978 года. Авторы проекта — скульптор Р. Е. Амбарцумян и архитектор Б. И. Тхор. Изначально памятник стоял на Театральной площади (в то время — площади Свердлова). В 1991 году памятник был демонтирован и перемещён в парк Музеон.

## История
16 марта 1919 года умер советский политический и государственный деятель, председатель ВЦИК Яков Михайлович Свердлов. Вскоре в его честь была переименована Театральная площадь в Москве. 7 ноября 1920 года на площади состоялась закладка памятника Я. М. Свердлову. Место для памятника было выбрано в связи с тем, что в выходящем на площадь здании гостиницы «Метрополь» с марта 1918 года по март 1919 находился рабочий кабинет Свердлова.
Памятник сооружался согласно решению ЦК КПСС и Совета министров СССР. Работы над памятником были начаты в 1967 году. Исполком Моссовета утвердил проект скульптора Р. Е. Амбарцумяна и архитектор Б. И. Тхора. Планировалось установить памятник в конце 1970 года.
Скульптор Р. Е. Амбарцумян говорил: «обаяние, ум, революционная твёрдость характера, цельность этой яркой личности вызвали у меня настойчивое желание создать скульптурный портрет М. Я. Свердлова». Работу над образом Свердлова скульптор начал ещё в 1959 году. Чтобы глубже понять характер Свердлова, скульптор общался с его родными, близко знавшими его людьми, изучал семейные архивы и воспоминания бывшего коменданта Московского Кремля П. Д. Малькова. Эскиз и первый вариант скульптурного портрета он подарил А. Я. Свердлову, сыну Якова Михайловича. Бронзовая скульптура была изготовлена на Ленинградском заводе художественного литья. Установкой памятника занимался коллектив СУ-37 треста строительства набережных и мостов.
31 октября 1978 года памятник был торжественно открыт. На торжественном митинге присутствовали первый секретарь Московского горкома КПСС В. В. Гришин, первый секретарь МК КПСС В. И. Конотоп, заведующий Отделом культуры ЦК КПСС В. Ф. Шауро, заместитель председателя Совета министров РСФСР В. И. Кочемасов, председатель исполкома Моссовета В. Ф. Промыслов, вице-президент Академии наук СССР академик П. Н. Федосеев и другие.
В 1991 году памятник Я. М. Свердлову был демонтирован и перемещён в парк Музеон.

## Описание
Памятник был установлен на площади Свердлова (ныне Театральной) у сохранившегося участка Китайгородской стены. Бронзовая фигура высотой 5,6 м находилась на постаменте из красного гранита высотой 2,96 м. Свердлов изображён спокойно стоящим. В его опущенной левой руке портфель с бумагами, в согнутой правой руке — папироса. Свердлов одет во френч, застёгнутый на нижнюю пуговицу, с отвёрнутыми лацканами. На его ногах галифе и сапоги. Создаётся впечатление, что Свердлов шёл на работу и вдруг, задумавшись, остановился. Размеры постамента относительно небольшие. Он несколько сужается кверху. Слева к его основанию врезан дополнительный объём — параллелепипед.
Для памятника Я. М. Свердлову, как и для других монументов того времени, был характерен процесс «очищения» от дополнительных архитектурных элементов. Общий его строй приближается к классическим канонам. По утверждению искусствоведа Н. В. Воронова, памятник «не принадлежит к числу произведений, украшающих столицу». Статическая поза фигуры более характерна для государственного деятеля, чем для революционера. Изображение пенсне на лице Свердлова искусствовед счёл неудачным: оно показано в виде зажима на переносице, кусочка цепочки на щеке и очертаний стёкол под глазами. Из-за этого лицо кажется покрытым непонятными буграми. Кроме того, по мнению Воронова, уже к моменту установки памятника далеко не все представители молодого поколения представляли себе, как выглядит пенсне.
Главным же недостатком этого произведения Воронов называл его расположение. Неподалёку от него уже находились памятники первопечатнику Ивану Фёдорову, А. Н. Островскому, Ф. Э. Дзержинскому, К. Марксу, а также два фонтана. Из них от памятника Свердлову был хорошо виден памятник Марксу и фонтан с декоративной скульптурой И. П. Витали. Вблизи памятника находилось несколько зданий, построенных в разном стиле. Из-за этого памятник казался слишком большим для своего места. Неблагоприятную среду восприятия памятника создавали и большие потоки людей рядом с ним. Вблизи фигура выглядит искажённой, видна некоторая грубость лепки.